# Jiří z Vrbna
Jiří z Vrbna (polsky Jerzy z Wierzbny, též Jerzy z Wierzbnej, † 1506) byl slezský šlechtic a představitel rodu pánů z Vrbna. Byl představitel šlechty Opolského vévodství, politicky spjatý s vévodou Janem II. Dobrým. Zastával úřad starosty města Prudniku (1484–1502).

## Životopis
Dne 31. července 1481 získal koupí od opolských knížat Jana II. a Mikuláše II. fojtství v Prudniku a byl tak prvním starostou Prudniku, uděleného knížaty Janem Dobrým a Mikulášem II. Dne 22. října téhož roku navrhl Kunze Elsterberg Jiřímu prodej křížkovického panství.
Jiří z Vrbna byl zmíněn jako starosta Prudniku v dokumentu ze 16. května 1484.  Dne 5. listopadu 1489 prodali Konrád z Łagówa a Hanusz Łagowski Jiřímu z Vrbna 5 a půl lánu půdy ve Skřípci, půl lánu v Lubře a 2 lány v Děmarově.
Jiří byl součástí politického prostředí Jana Dobrého, často byl uveden jako svědek v jím vydávaných dokumentech. 20. května 1494 vystoupil Jiří z Vrbna jako svědek ve výpovědi vévodkyně Magdaleny Opolské o povinnosti splatit dluh Mikuláši II. 
Jiří zastával úřad prudnického starosty až do 21. září 1502, kdy kníže Jan předal zámek v Prudniku Wiktorynovi Honbickému. 
Funkci starosty Prudniku zastával doživotně. Podle Augustina Weltzla zemřel Jiří v roce 1506. 